# Različica SARS-CoV-2 delta
Različica delta virusa SARS-CoV-2, imenovana tudi varianta delta, linija  B.1.617.2 ali neustrezno indijska različica, je ena od virusnih različic SARS-CoV-2, povzročitelja covida 19. Prvič so jo zaznali koncem leta 2020 v Indiji, z grško črko so jo poimenovali 31. maja 2021. Različica delta se je razširila po vsem svetu (do novembra 2022 so jo zaznali v več kot 179 državah).
Med drugim vsebuje mutacije v genu, ki zapisuje konično beljakovino, in sicer substitucije na mestih T478K, P681R in L452R, ki vplivajo na kužnost virusa ter na občutljivost proti protitelesom proti predhodno krožečim virusnim različicam. Velja za enega najbolj kužnih virusov nasploh.
Različica delta je v Indiji povzročila drugi kovidni val, ki je bil več kot dvakrat večji od predhodnega vala jeseni 2020. Svetovna zdravstvena organizacija je junija 2021 objavila, da je postala različica delta prevladujoča različica v svetovnem merilu.
Kužnost različice delta je v primerjavi z divjim tipom virusa približno dvakrat večja. Krajši je tudi čas od same okužbe do dokaza virusa v organizmu. Raziskava iz Kitajske je pokazala, da je pri bolniku, okuženem z različico delta, virusno breme 1200-krat večje kot pri divjem tipu. Tveganje za hud potek bolezni, ki zahteva sprejem v bolnišnico, je pri različici delta dvakrat tolikšna kot pri okužbi z različico alfa.
Cepljenje s protikovidnimi cepivi prepreči okužbo vsaj s 50-odstotno učinkovitostjo. Tveganje za hud poteg bolezni in za smrtni izid je pri necepljenih vsaj desetkrat večje kot pri cepljenih. S starostjo zaščita s cepivi upada. Cepljene osebe lahko širijo okužbo v podobnem obsegu kot necepljene.
Junija 2021 so se pojavila prva poročila o primerih okužb z različico delta, ki je vsebovala še dodatno mutacijo K417N. Mutacija, ki jo sicer vsebujeta tudi različici beta in gama, je poskrbela za dodatno zaskrbljenost, zlasti glede zmanjšane učinkovitosti cepiv in zdravil s protitelesi ter zvečanega tveganja za ponovno okužbo že prebolelih oseb. Za različico delta z dodatno mutacijo K417N se je začel uporabljati tudi izraz različica delta plus

## Mutacije
- Mutacije aminokislin, ki jih zapisuje genom različice delta (prikazan je odsek virusnega genoma s poudarkom na genu za konično beljakovino (angl. spike).[20]

| Gen                                        | Nukleotid | Aminokislina |
| ------------------------------------------ | --------- | ------------ |
| ORF1b                                      |           | P314L        |
| ORF1b                                      | P1000L    |              |
| virusna konica                             |           | G142D        |
| virusna konica                             | T19R      |              |
| virusna konica                             | R158G     |              |
| virusna konica                             | L452R     |              |
| virusna konica                             | T478K     |              |
| virusna konica                             | D614G     |              |
| virusna konica                             | P681R     |              |
| virusna konica                             | D950N     |              |
| virusna konica                             | E156del   |              |
| virusna konica                             | F157del   |              |
| beljakovina M (membranska beljakovina)     |           | I82T         |
| beljakovina N (nukleokapsidna beljakovina) |           | D63G         |
| beljakovina N (nukleokapsidna beljakovina) | R203M     |              |
| beljakovina N (nukleokapsidna beljakovina) | D377Y     |              |
| ORF3a                                      |           | S26L         |
| ORF7a                                      |           | V82A         |
| ORF7a                                      | T120I     |              |
| Vira: CDC Covariants.org                   |           |              |

Virus različice delta (B.1.617.2) vsebuje v svoji dednini 13 mutacij (15 ali 17 po nekaterih druguh virih), ki povzročajo spremenjene aminokisline v beljakovinah, za katere nosi zapis.
V genu za konično beljakovino vsebuje naslednje mutacije: 19R, (G142D), Δ156-157, R158G, L452R, T478K, D614G, P681R, D950N (po podatkih GVN) oziroma T19R, G142D, del 156-157, R158G, L452R, T478K, D614G, P681R (po podatkih Genscripta). Štiri med njimi so še posebej zaskrbljujoče in vse te se nahajajo v genu za konično beljakovino: 
- D614G (substitucija asparaginske kisline z glicinom na položaju 614) – prisotna je tudi pri drugih zelo nalezljivih različicah, kot so različice alfa, beta in gama;[6]
- T478K[6][26] (substitucija treonina z lizinom na položaju 478);[27]
- L452R (substitucija levcina z argininom na položaju 452) – povzroči večjo afiniteto konične beljakovine za receptor ACE2,[28] imunski sistem pa virus težje prepozna;[5][29]
- P681R (substitucija prolina z argininom na položaju 681) – teoretično lahko poveča infektivnost virusa na celični ravni, in sicer s pospeševanjem cepitve prekurzorske beljakovine S v aktivno konfiguracijo S1/S2.[30]

V dednini linije B.1.617.2 mutacija E484Q ni prisotna.

## Različica delta v Sloveniji
V Sloveniji so prvi primer različice delta potrdili na Inštitutu za mikrobiologijo in imunologijo medicinske fakultete Univerze v Ljubljani v vzorcu, ki je bil odvzet 20. aprila 2021. Različica delta se je med slovenskimi bolniki maja in junija  2021 hitro širila in povsem prevladala ter izpodrinila predhodno močno razširjeno različico alfa.
Ostala je prevladujoča različica med slovenskimi bolniki vse do začetka januarja 2022, ko se je začela močno širiti različica omikron.